# Kronična venska insuficienca
Izraz kronična venska insuficienca se uporablja za označitev kronične bolezni ven na nogah in pomeni, da kri kronično (torej dolgotrajno, običajno vse življenje) nezadostno odteka iz spodnjih udov zaradi slabega tesnenja venskih zaklopk. To povzroči kopičenje krvi v udih (venska staza) in s tem povečanje tlaka v venah (venska hipertenzija), ki dodatno okvari vensko steno in venske zaklopke. Takšne okvare pa znova dodatno slabšajo odtok krvi iz uda. Pojavi se začaran krog vzrokov in posledic.
Bolezen lahko razdelimo na tri stopnje, ki jih je moč enostavno določiti z opazovanjem sprememb na notranji strani stopala, tik pod gležnjem:
1.stopnja: na notranji strani stopala se pojavijo razširjene majhne venice v obliki krone, ki    izrazito modrikasto sevajo skozi kožo (CORONA PHLEBETATICA)
2. stopnja: na istem mestu se pojavi temna obarvanost kože (hiperpigmentacija), koža postane trda in pogosto boleča, srbeča
3.stopnja: poleg naštetega se pojavi še venska razjeda(1)
V drugi in tretji stopnji se pogosto pojavlja in ponavlja vnetje kože, ki napravi kožo trdo, leseno.
Simptomi:
- boleče in otekle noge,
- občutek teže in napetosti v nogah,
- nočni krči
- nemirne noge,
- nastanek odprtih ran (golene razjede).(2)

Krčne žile so največkrat posledica kronične venske insuficience, saj se s povečanjem tlaka v venah venske stene razmaknejo, zaklopke se ne zapirajo več dobro, kar oteži mišično potiskanje krvi proti srcu. Mišična črpalka začne popuščati. Sčasoma povrhnje vene narastejo čez vse meje, debelijo se in vijugajo- nastanejo krčne žile. (3)
Krčne žile se pojavijo v štirih osnovnih oblikah, pogosto pa se pojavne oblike tudi prepletajo.
Osnovni vzroki za nastanek so prepleteni in so trije: oslabelost venske stene, slabo tesnjenje zaklopk in povišan tlak v venah. 
Dejavniki tveganja so:
- dedna obremenjenost,
- starost,
- spol,
- nosečnost,
- pretirana telesna teža.(3)

Omeniti je potrebno še hemeroide, to so krčne žile danke. Hemeroidne vene se nahajajo na spodnjem delu danke in zadnjika. Lahko nabreknejo, pri čemer se stene ven raztegnejo, stanjšajo, zato jih prehajajoče blato lahko poškoduje. Kadar te nabrekle vene krvavijo, srbijo ali bolijo, jih imenujemo hemeroidi ali zlata žila.(4)
Pri venski insuficienci pride v poštev kompresijsko zdravljenje (povijanje s kompresijskim povojem ali nošenje medicinskih kompresijskih nogavic). Izmed zdravilnih rastlin za lajšanje perifernih cirkulacijskih motenj omenjajo navadni divji kostanj (Aesculus hippocastanum), glog (Crateagus sp.), lobodiko (Ruscus aculeatus), azijski vodni popnjak (Centella asiatica), virginski nepozebnik (Hamamelis virginiana) in navadni rman (Achillea millefolium).(5)